# Mesec
Mésec je enota za čas, uporabljena predvsem v koledarjih. Njegovo trajanje je približno enako trajanju enega obhoda Lune na tiru okoli Zemlje.
Včasih so se v slovenščini uporabljala domača imena mesecev, vendar so jih do danes skoraj povsem izpodrinila latinizirana imena; isto velja tudi za Ruse. Nekaj jezikov pa je še ohranilo izvirna imena. Na Slovenskem se največkrat srečamo s hrvaškimi, češkimi in poljskimi imeni, ki jih podajamo v tabeli. Za primerjavo so dodana še imena mesecev v litovščini. Od baltskih jezikov je to edini, ki je ohranil izvirna imena mesecev.
| št.  | slovensko | staro slovensko | hrvaško  | češko    | poljsko     | litovsko  |
| I    | januar    | prosinec        | siječanj | leden    | styczeń     | Sausis    |
| II   | februar   | svečan          | veljača  | únor     | luty        | Vasaris   |
| III  | marec     | sušec           | ožujak   | březen   | marzec      | Kovas     |
| IV   | april     | mali traven     | travanj  | duben    | kwiecień    | Balandis  |
| V    | maj       | veliki traven   | svibanj  | květen   | maj         | Gegužė    |
| VI   | junij     | rožnik          | lipanj   | červen   | czerwiec    | Birželis  |
| VII  | julij     | mali srpan      | srpanj   | červenec | lipiec      | Liepa     |
| VIII | avgust    | veliki srpan    | kolovoz  | srpen    | sierpień    | Rugpjūtis |
| IX   | september | kimavec         | rujan    | září     | wrzesień    | Rugsėjis  |
| X    | oktober   | vinotok         | listopad | říjen    | październik | Spalis    |
| XI   | november  | listopad        | studeni  | listopad | listopad    | Lapkritis |
| XII  | december  | gruden          | prosinac | prosinec | grudzień    | Gruodis   |

Ob uveljavljenih in splošno sprejetih starih slovenskih imenih poznamo še celo vrsto različic, ki so pomensko motivirani po dejavnostih, dogajanju ali pomembnih praznikih v tistem obdobju. Najstarejši seznam slovenskih imen za mesece je Škofjeloški rokopis iz 1466, ki je precej podoben standardnemu seznamu, navedenemu v preglednici. Nekatera slovenska imena so tudi kalkirana: tako se ime rožnik po vsej verjetnosti ne nanaša na rože; prvotno izpričana je različica rženi cvet, torej označuje mesec, v katerem cveti rž. Ime rožnik se je razvilo šele pod nemškim vplivom.